# University of Essex

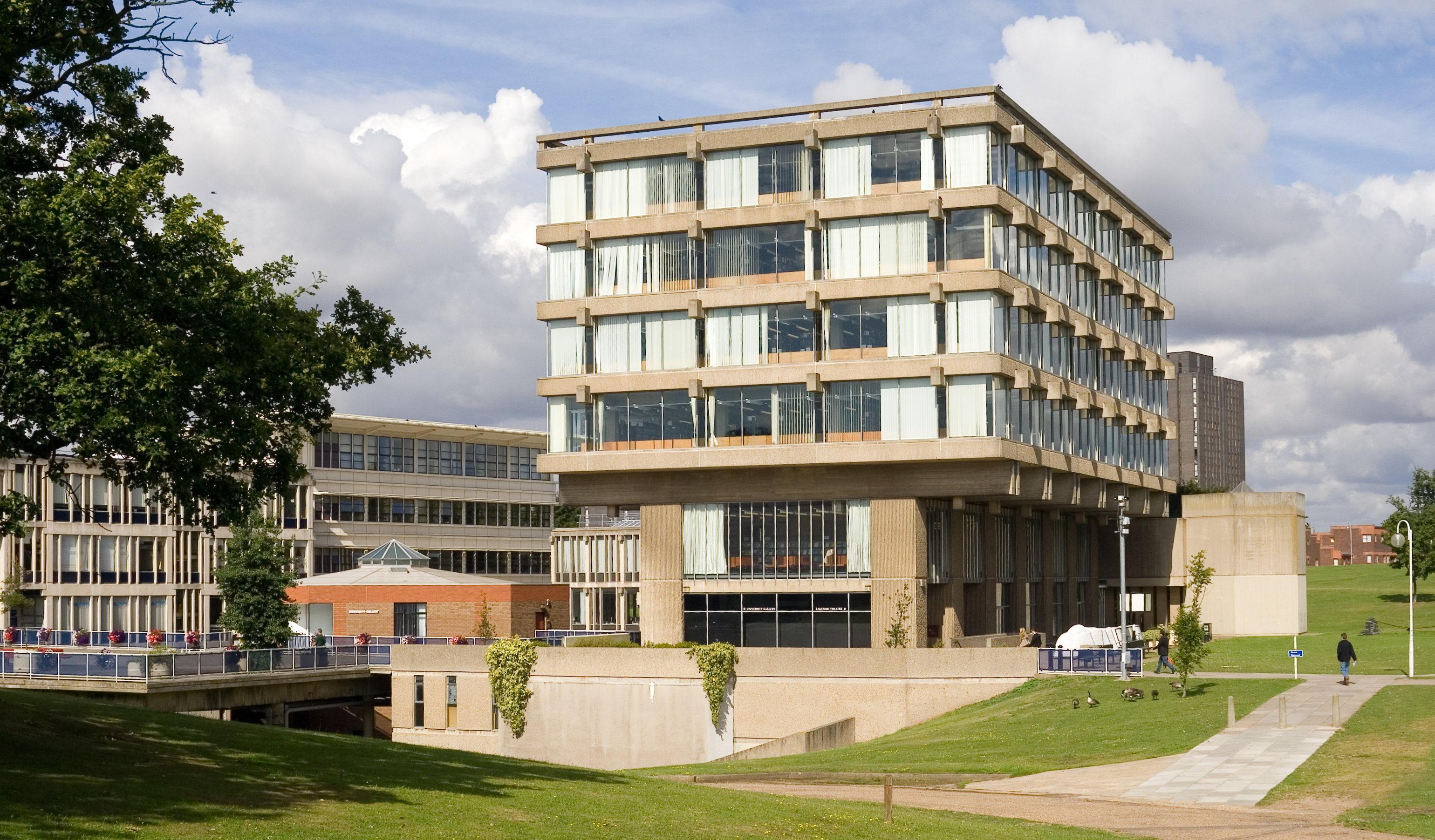
Universitetsbiblioteket och näraliggande byggnader.

University of Essex är ett brittiskt universitet, vars huvudcampus ligger strax utanför Colchester. Universitetet grundlades 1963 och rankades 2008 på nionde plats bland brittiska universitet avseende kvaliteten på dess forskning.
Universitetet har fyra fakulteter: Faculty of Humanities and Comparative Studies, Faculty of Law and Management, Faculty of Science and Engineering samt Faculty of Social Sciences. Dess institutioner för nationalekonomi, statsvetenskap och sociologi är välkända och anses vara bland de bästa i Europa. University of Essex var förr i tiden känt som ett vänsterfäste, men numera karakteriseras lärosätet, liksom de flesta andra universitet, av ljum radikalitet inom studentpolitiken.
Bland kända alumner från University of Essex finns Óscar Arias, Mike Leigh, Daniel Libeskind och Christopher A. Pissarides.